# Frustração do fim do contrato
No direito contratual, a frustração do fim do contrato é teoria que defende que um contrato torna-se ineficaz na ocorrência de evento externo e extraordinário que frustra a intenção que levou uma das partes a celebrar aquele contrato. O contrato, em suma, torna-se inútil para uma das partes, em razão de circunstâncias supervenientes à sua celebração. Na frustração do fim, a obrigação contratual ainda pode ser realizada, mas passa a não mais interessar a um dos contratantes, já que o fim almejado por ela na contratação não pode mais ser alcançado. Em outras palavras, o contrato perde o sentido para um dos pactuantes. Para que esteja configurada a frustração do fim, essa finalidade contratual que foi frustrada deve ser a principal finalidade do contrato, bem como frustração deve ocorrer de forma considerável e após a celebração da avença, em razão de evento alheio à vontade das partes.
A frustração do fim do contrato é teoria que surgiu no direito inglês, sob o nome "frustration of purpose", por meio de precedentes judiciais criados nos "casos da coroação" (coronation cases, no original). Para o direito inglês, a frustração do fim do contrato é uma das hipóteses de frustração contratual (frustration of contract, no original), na qual um contrato pode não ser realizado em razão de eventos supervenientes que tornem  impossível, ilegal ou que frustrem sua finalidade. O direito alemão tem teoria similar, criada por Bernhard Windscheid e por ele denominada de teoria da pressuposição (Voraussetzung, no original). A teoria da pressuposição foi objeto de variadas críticas na doutrina alemã, e acabou por não ser adotada. As discussões em torno das ideias de Windscheid, no entanto, levaram a criação de outras teorias sobre o tema, destacando-se a teoria da base objetiva do negócio, de Karl  Larenz, que foi inserida no Código civil alemão em 2002, sob o nome de "perturbação da base do negócio) (Störung der Geschäftsgrundlage, no original). A perturbação da base de um negócio prevê que, se após celebrado um contrato, suas bases forem consideravelmente alteradas de modo que, sem essa alteração, o contrato não teria sido celebrado ou seria celebrado de forma distinta, este contrato pode ser modificado, ou caso isso não seja possível, ser extinto.

## Direito inglês

### Origens da teoria
A frustração ocorre sempre que a lei reconhece que sem culpa de qualquer das partes, uma obrigação contratual se tornou incapaz de ser cumprida porque as circunstâncias em que o adimplemento é exigido tornariam a coisa radicalmente diferente daquela assumida pelo contrato.— Lord Radcliffe, Davis Contractors Ltd v Fareham UDC.

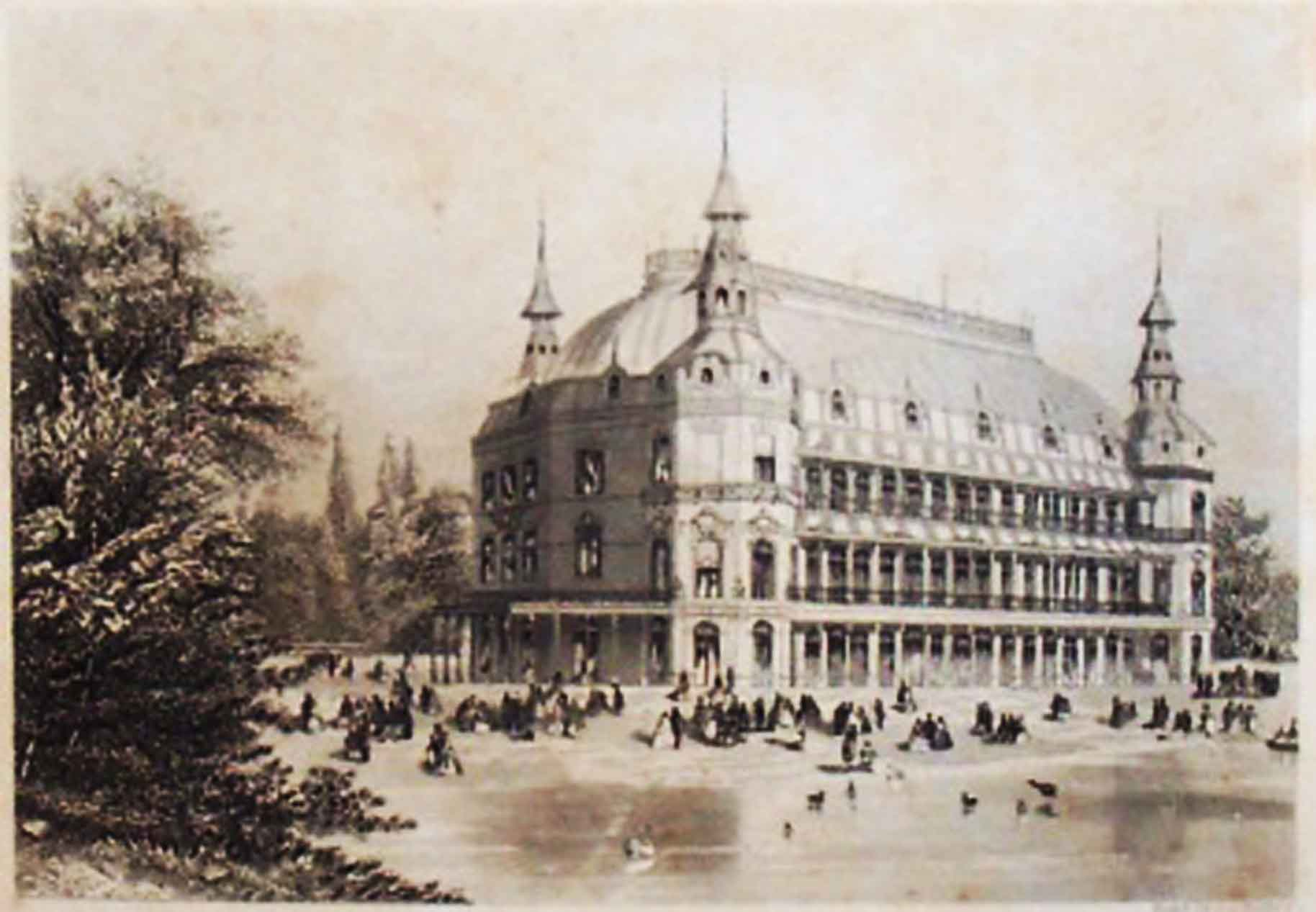
Surrey Music Hall, cerca de 1858. Seu incêndio e destruição levou à criação da doutrina da frustração contratual no direito inglês.

O direito inglês, fortemente influenciado pelo ideário liberal, por muito tempo entendeu que o inadimplemento contratual levaria à responsabilização da parte inadimplente. Vigorava na época a máxima pacta sunt servanda ("os pactos devem ser observados", em latim), sem quaisquer exceções que pudessem mitigar ou mesmo extinguir a responsabilidade da parte faltante. Dessa forma, eventos supervenientes a um contrato, ainda que imprevisíveis e que tornassem a obrigação pactuada difícil ou impossível de ser cumprida não eram considerados como autorizadores de uma revisão ou mesmo dissolução contratual. O vínculo contratual era considerado como "sagrado" - daí derivando o princípio da "santidade dos contratos" (sanctity of contracts) - de modo que só poderia ser modificado ou dissolvido por meio do consenso de ambas as partes ou em razão da lei. Essa visão tem como seu caso principal (leading case) o processo Paradine v Jane (1647), na qual a Corte inglesa entendeu que o arrendatário de um terreno deveria pagar o aluguel mesmo durante os três anos nos quais o local ficara sob domínio de um exército inimigo.
Esse panorama começou a ser modificado com a criação da doutrina da frustração contratual. Essa doutrina, denominada frustation of contract, surgiu em 1863, no precedente Taylor v Caldwell. O caso discutia o aluguel de de um teatro (Surrey Gardens & Music Hall) que se tornara impossível em razão de um incêndio que destruíra o imóvel. A parte autora da ação, Taylor & Lewis, tinha firmado contrato de locação com os réus, Caldwell & Bishop, que eram proprietários do teatro. Taylor planejava utilizar o local para a exibição de uma variedade de espetáculos em diversas datas; foi-se pactuado que ele pagaria cem libras esterlinas na noite de cada evento. Uma semana antes do primeiro espetáculo planejado, um incêndio destruiu o teatro. Taylor então ajuizou uma ação contra Caldwell & Bishop, alegando quebra de contrato em razão da impossibilidade de utilizar o imóvel que havia locado, e pleiteando que Caldwell & Bishop lhe indenizasse nos gastos efetuados com a publicidade e preparação dos espetáculos.
O Tribunal inglês entendeu que o incêndio não poderia ser imputado à nenhuma das partes, de modo que a execução do contrato tornara-se impossível sem que houvesse culpa de qualquer dos contratantes. O voto vencedor citou o Código Napoleônico e o direito romano para concluir que, num contrato em que a existência de uma coisa seja essencial, se essa coisa for destruída sem que haja culpa de seu proprietário, o contrato deve ser dissolvido e as partes devem ser liberadas do vínculo contratual. Esse precedente assentou as bases da teoria da frustração contratual, e a ideia de que situações de impossibilidade (impossibility), impraticabilidade (impracticability) e ilegalidade (llegality) poderiam levar à dissolução contratual. Não se falava ainda, na época, na frustração do fim (frustration of purpose).
A teoria da frustração do fim do contrato surgiu com os "casos da coroação", uma série de dez ações judiciais ajuizadas nos anos 1900 envolvendo contratos de locação celebrados para assistir o cortejo da coroação do Rei Eduardo VII. O cortejo acabou adiado em razão de uma apendicite sofrida por Eduardo VII dois dias antes do evento, e criou celeumas entre os locadores e locatários. Os primeiros pleiteavam o pagamento do aluguel, sob o argumento de que o adiamento não prejudicara o objeto do contrato, que era apenas a locação de um imóvel; já os segundos requeriam a devolução dos valores, argumentando que a finalidade da locação (assistir o cortejo) não era mais possível.

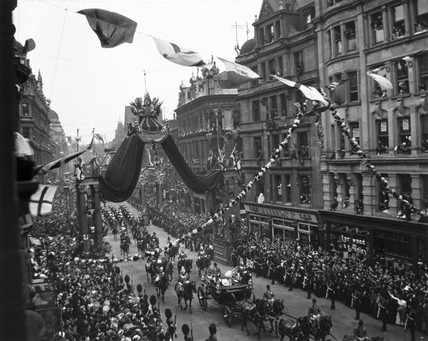
Cortejo de coroação do Rei Eduardo VII. As controvérsias judiciais envolvendo o adiamento do evento resultaram na criação da doutrina da frustração do fim do contrato.

Dentre os dez casos judiciais envolvendo a controvérsia, o processo Krell v. Henry é reputado como o mais famoso e mais importante na fixação da teoria da frustração do fim. O autor do processo, CS Henry, tinha celebrado contrato de locação de um imóvel com o réu da ação, Paul Krell, que tinha a intenção de assistir ali o cortejo de coração do Rei Eduardo VII. Krell escolhera o apartamento de Henry em razão de sua localização - o imóvel se situava na  rua Pall Mall, e fornecia uma excelente visão do cortejo. As partes concordaram no preço de 75 libras esterlinas, e Krell pagou 25 libras de forma adiantada. Com o cancelamento do cortejo, Krell se recusou a pagar as 50 libras restantes, e foi processado por Henry; Krell, por sua vez, formulou reconvenção contra Henry para reaver as 25 libras.
A Corte de Apelação entendeu que o contrato de locação apresentava uma condição implícita em sua celebração: a ocorrência do cortejo. Baseando-se no precedente de Taylor v Caldwell, o voto vencedor assentou que, em contratos nos quais essa condição é necessária a própria avença, seu desaparecimento leva à extinção do contrato. Segundo o Tribunal, essa condição não precisaria ser explícita, bastando que ambas as partes saibam de sua existência. De fato, nas cartas trocadas entre Krell e Henry, não há qualquer menção ao cortejo. Não obstante, o Tribunal entendeu que essa condição poderia ser inferida de situações extrínsecas que envolviam o contrato. Foram duas as situações extrínsecas quer permitiram à Corte concluir que ambas as partes sabiam que o contrato tinha como objetivo assistir o cortejo: primeiro, o fato que Krell fora levado ao apartamento ao ver em sua janela uma propaganda do aluguel para assistir o cortejo; segundo, o fato de que conversara com a empregada doméstica do apartamento, que lhe apontara que o imóvel tinha uma boa visão da procissão real.
Com base em tais evidências, a Corte de Apelação entendeu que o contrato celebrado tinha como objeto a locação de um apartamento com o objetivo de assistir ao cortejo, objetivo esse conhecido pelos dois contratantes. Nos termos do voto do juiz Vaughan 
Williams, o cortejo real fora a "fundação do contrato", e sua não ocorrência acabara por impedir o adimplemento contratual. Dessa forma, concluiu-se que, não tendo sido o adiamento do cortejo causado por nenhuma das partes, nem um evento que elas poderiam ter previsto, Krell não poderia ser obrigado a pagar o restante do preço acordado. Por outro lado, Henry não precisaria devolver as 25 libras pagas em antecipação, já que Krell acabou desistindo de sua reconvenção; o mérito do seu pedido, então, não foi julgado.